# Sunny (canción)
Sunny es una canción escrita por el cantante y compositor estadounidense Bobby Hebb en 1963. Es una de las canciones populares más interpretadas y grabadas, con cientos de versiones publicadas. BMI ha situado a "Sunny" en el número 25 de su lista "Top 100 songs of the century".

## Historia
Hebb escribió la canción después de sufrir una tragedia doble, una pérdida nacional seguida de una personal. El 22 de noviembre de 1963, el día después de que el presidente de los Estados Unidos, John F. Kennedy, fuera asesinado, el hermano mayor de Hebb, Harold, fue apuñalado en una pelea fuera de un club nocturno de Nashville. Ambos sucesos devastaron a Hebb y muchos críticos dicen que inspiraron la melodía. Otros afirman que Bobby escribió la canción para Dios. Seguramente estos sucesos inspiraron la composición de Bobby, pero su melodía atemporal, pasando del R&B al country y el pop, junto a una letra optimista, surge del deseo del artista de expresar que uno debería siempre "mirar el lado bueno de la vida" (Look at the bright side). 

## Primeras versiones
"Sunny" fue grabada por primera vez, como una bossa nova, por la vocalista japonesa Mieko Hirota acompañada al piano por Billy Taylor, con Ben Tucker contrabajo y Grady Tate a la batería. La canción fue publicada en 1965 por Columbia Records. En Estados Unidos, el primer lanzamiento de la canción fue el grabado por el marimbista Dave Pike, para Atlantic Records en 1966 en el álbum Jazz for the Jet Set, grabado en la ciudad de Nueva York el 26 de octubre y el 2 de noviembre de 1965. Grady Tate, quien tocó la batería en la versión de Mieko Hirota, también tocó en esta versión.

## Versión de Bobby Hebb
La grabación de Bobby Hebb se realizó en los Bell Sound Studios de la ciudad de Nueva York bajo la producción de Jerry Ross con Burt Collins a la trompeta, Micky Gravine al trombón, Artie Kaplan y Joe Grimaldi al saxo, Artie Butler al piano, Joe Renzetti y Al Gorgoni a las guitarras, Paul Brown y Joe Macho al bajo, Al Rogers a la batería y George Devens a la percusión. El guitarrista Joe Renzetti realizó también los arreglos. "Sunny" fue publicada como sencillo en 1966. Consiguió un éxito inmediato, lo que supuso que Hebb hiciese una gira en 1966 con The Beatles. La canción alcanzó el puesto número 2 en la lista Billboard Hot 100 a finales de agosto de 1966 y el número 1 en la lista de éxitos de la revista Cash Box.

## Otras versiones
En 1966, la cantante estadounidense Cher realizó una versión de la canción para su tercer álbum de estudio homónimo. Fue lanzado como el tercer sencillo del álbum para los mercados europeos y asiáticos, logrando éxito principalmente en los países escandinavos. Se considera un homenaje a su entonces esposo, Sonny Bono. En 1968 Stevie Wonder la incluyó en su álbum For once in my life.
En 1976 el conjunto alemán de música disco Boney M. grabó la canción para su álbum debut de 1976, Take the Heat off Me, producido por Frank Farian con arreglos de Stefan Klinkhammer. "Sunny" encabezó las listas alemanas y llegó a la lista de los diez primeros en muchos otros países. La canción fue remezclada y reeditada varias veces en 1988, 1999, 2000 y 2015, y fue sampleada por Mark Ronson para su canción de 2003 " Ooh Wee " y por Boogie Pimps en su versión de 2004. Mientras que Liz Mitchell cantó la voz principal original en la versión de Boney M., la miembro original Maizie Williams grabó una versión en solitario en 2006. La versión original también apareció en la banda sonora de la temporada 2 de Umbrella Academy. El remix de 2000 apareció en el álbum de remezclas de Boney M., 20th Century Hits.

## Versiones en español
En 1966 se hicieron varias versiones en español a cargo de la banda mallorquina Los Javaloyas, Franciska, y Lita Torelló con traducción de Júlio César y Gil Luaño. También fue interpretada en español por el crooner chileno Buddy Richard y en 1967 por la banda peruana Los York's y en 1987 por el cantante mexicano Luis Miguel para su álbum Soy como quiero ser, cuya traducción estuvo a cargo de Luis Gómez-Escolar. 